# Varine
Varine (en serbe cyrillique : Варине) est un village du nord du Monténégro, dans la municipalité de Pljevlja.

## Démographie

### Évolution historique de la population
| 1948 | 1953 | 1961 | 1971 | 1981 | 1991 | 2003 |
| ---- | ---- | ---- | ---- | ---- | ---- | ---- |
| 146  | 203  | 218  | 197  | 137  | 78   | 55   |